# Тураево (Курская область)
Тура́ево — деревня в Рыльском районе Курской области. Входит в Березниковский сельсовет.

## География
Деревня находится на реке Амонька (в бассейне Сейма), в 101 км западнее Курска, в 14,5 км к северо-востоку от районного центра — города Рыльск, в 9,5 км от центра сельсовета  — Березники.
Климат
Тураево, как и весь район, расположен в поясе умеренно континентального климата с тёплым летом и относительно тёплой зимой (Dfb в классификации Кёппена).

## Население
| 2002 | 2010 |
| ---- | ---- |
| 37   | ↘6   |

## Инфраструктура
Личное подсобное хозяйство.

## Транспорт
Тураево находится в 13,5 км от автодороги регионального значения 38К-017 (Курск — Льгов — Рыльск — граница с Украиной), в 2 км от автодороги 38К-040 (Хомутовка — Рыльск — Глушково — Тёткино — граница с Украиной), на автодороге межмуниципального значения 38Н-713 (38К-040 — Тураево), в 14 км от ближайшей ж/д станции Рыльск (линия 358 км — Рыльск).
В 174 км от аэропорта имени В. Г. Шухова (недалеко от Белгорода).